# 田淵氏庭園

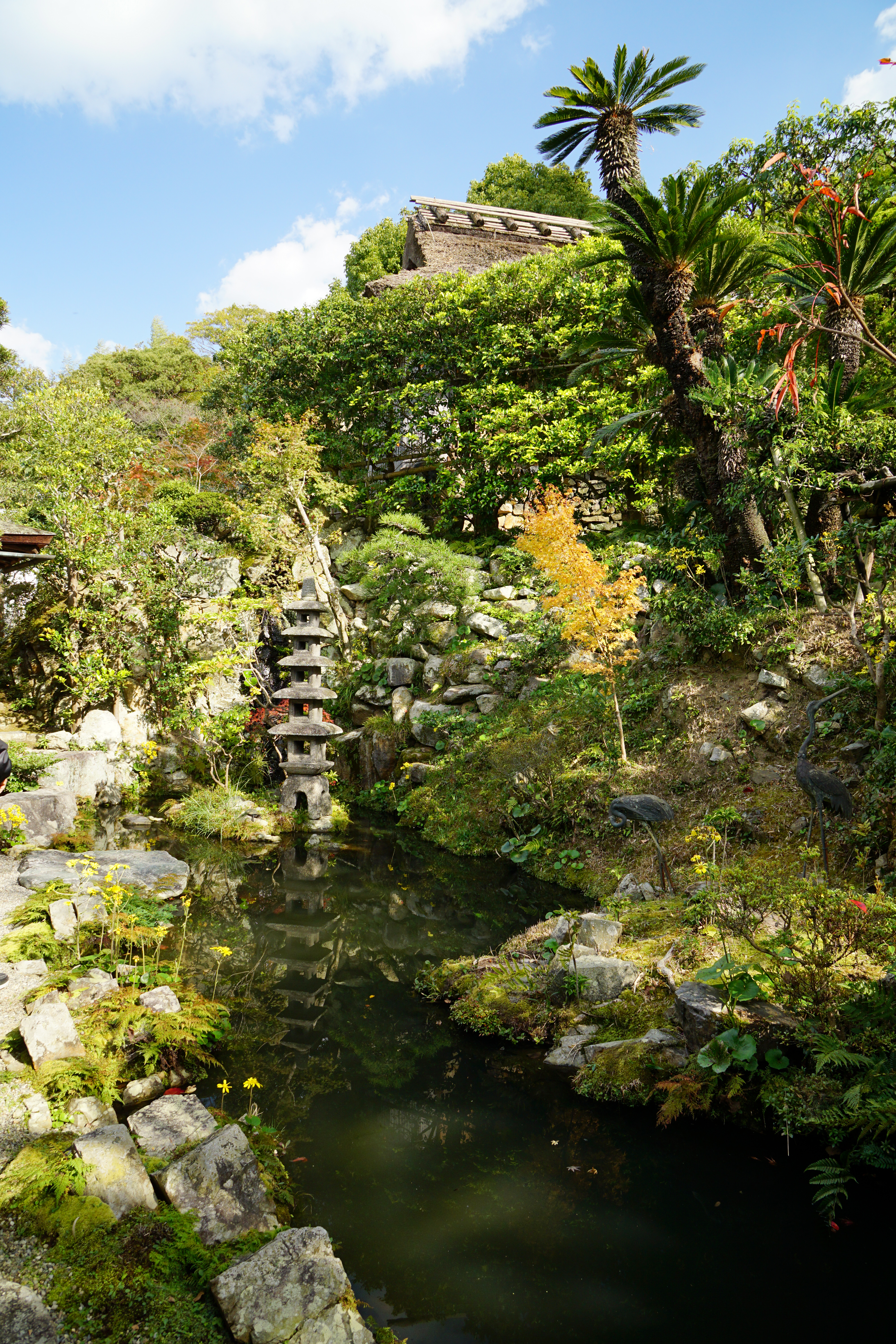
新座敷前庭

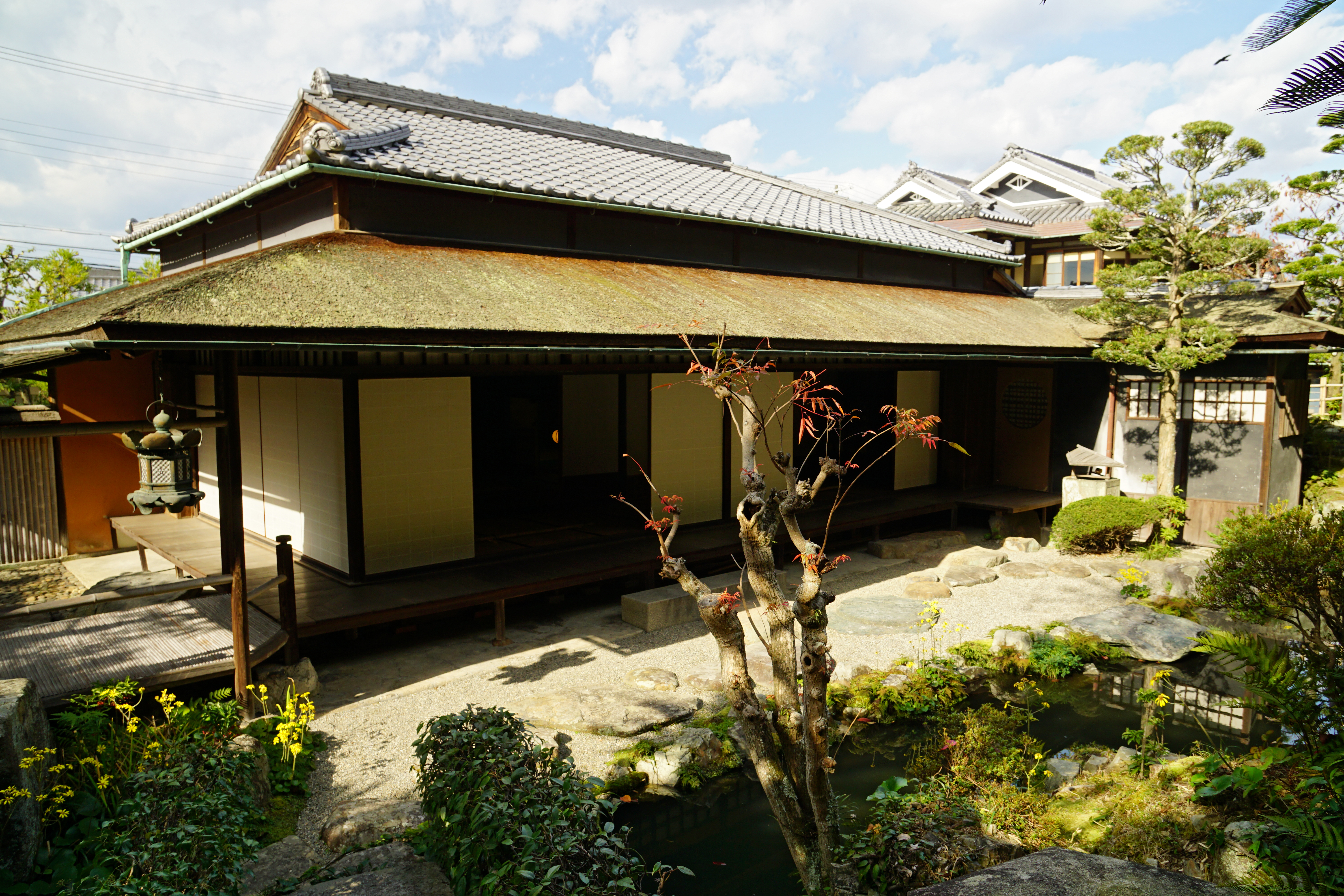
新座敷

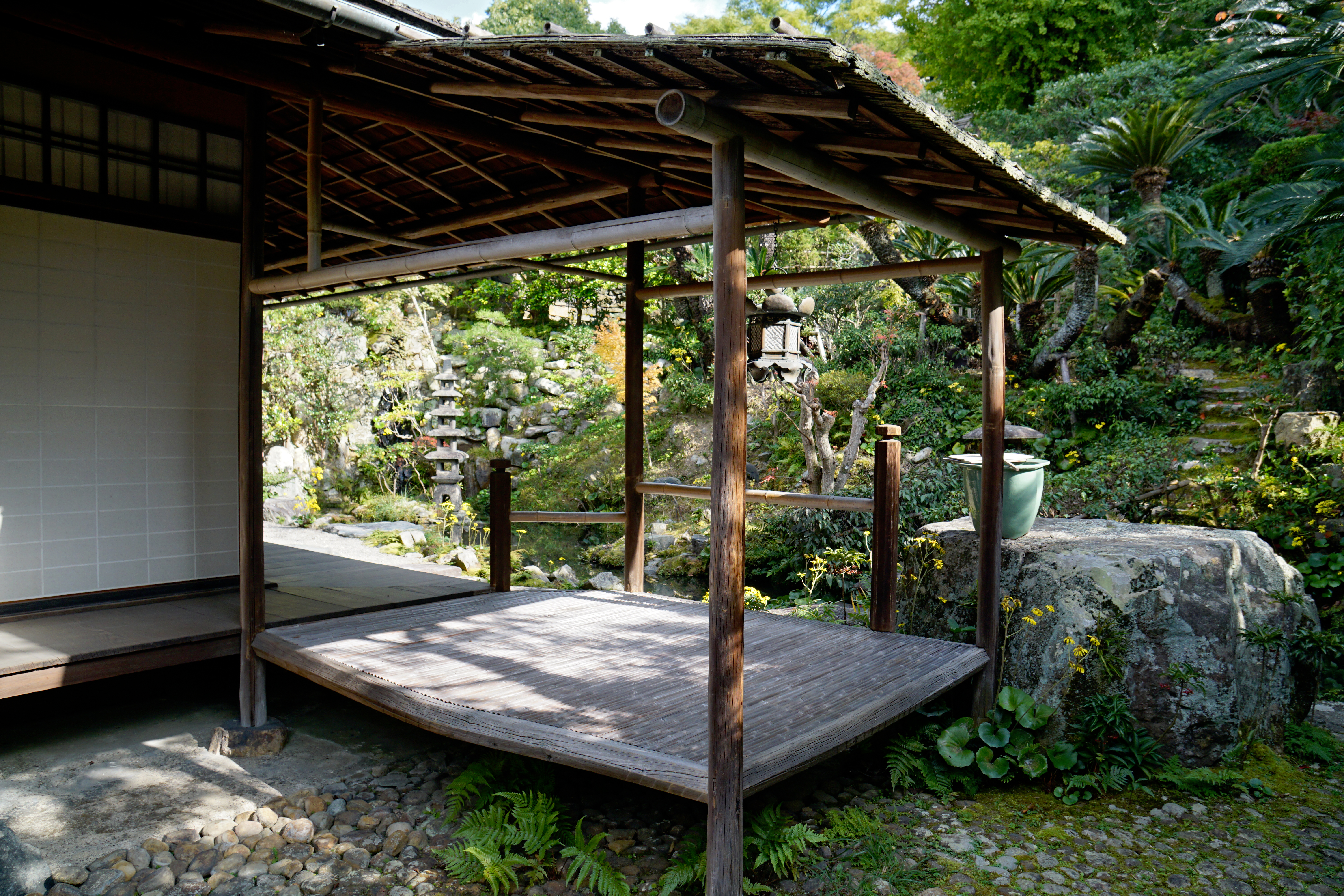
新座敷

田淵氏庭園（たぶちしていえん）は兵庫県赤穂市にある日本庭園。1987年に国の名勝に指定された。
隣地に赤穂市立田淵記念館が建つ。

## 歴史
- 18世紀中期 - 茶室「嘯風楼」（明遠楼）完成
- 1758年 - 赤穂藩主森忠洪が訪れる
- 1764年-1772年 - 茶室「春陰斎」完成、
- 18世紀後期 - 書院建立、露地造営
- 1793年 - 久田宗参の作庭で書院庭園が完成
- 1804年-1818年 - 新座敷（書院）建立
- 近代に道路拡張を理由に、行政によって表門が撤去される。
- 1987年 - 江戸期に造営された庭園約3,300平方メートルが国の名勝に指定される。
- 2006年 - 1930年に造営された庭園と建築物が国の名勝に追加指定される。指定面積約4,400平方メートル（土地の全筆）に。

## 建造物
- 明遠楼 - 2階建、4畳半茶室、寄付（3畳）、水屋、4畳半、3畳
- 春陰斎 - 2畳茶室
- 新座敷 - 上段（4畳半）、御成の間（8畳）、書院（8畳）、次の間（6畳）、月見台、御籠置石
- 土蔵

## 利用情報
- 一般公開 - 11月下旬に設定された2日間
- 赤穂パークホテルゲストへの公開
  - 春期（4月下旬から5月末）
  - 秋期（10月下旬から12月初旬）
- 所在地 - 〒678-0215 兵庫県赤穂市御崎
- 交通アクセス - JR播州赤穂駅からウエスト神姫バス「保養センター」行15分、「川口町東停留所」下車すぐ

## 周辺情報
- 御崎（国の名勝、瀬戸内海国立公園、日本の夕陽百選）
  - 赤穂温泉、福浦海水浴場、伊和都比売神社
- 兵庫県立赤穂海浜公園
  - 赤穂市立海洋科学館
- 坂越